# Hoplopleon similis
Hoplopleon similis is een vlokreeftensoort uit de familie van de Cyproideidae. De wetenschappelijke naam van de soort is voor het eerst geldig gepubliceerd in 1953 door Schellenberg.